# Józef Niedomagała
Józef Niedomagała (ur. 29 września 1940 w Jaworowie, zm. 18 października 2011) – polski trener sekcji judo AZS Politechniki Warszawskiej. Posiadacz stopnia 8 dan – w chwili śmierci najwyższego w Polsce. Przewodniczący Komisji Kolegium DAN Polskiego Związku Judo.
Ukończył liceum pedagogiczne, a następnie Akademię Wychowania Fizycznego w Warszawie. W czasie studiów zetknął się z judo. W pierwszych zawodach wziął udział mając stopień 4 kyū. W ciągu zaledwie kilkunastu miesięcy doszedł od 6 do 1 kyū. W 1973 został wicemistrzem Polski seniorów kategorii 70 kg, przegrywając w finale z Antonim Zajkowskim.
Będąc jeszcze na AWF rozpoczął pracę ze studentami Politechniki Warszawskiej. Na studiach zdobył także uprawnienia Instruktora narciarstwa i żeglarstwa. Po ukończeniu studiów zaczął pracować jako nauczyciel wychowania fizycznego. Po kilku latach zrezygnował i związał się na stałe z judo. W dwa lata po zakończeniu studiów zrobił specjalizację w dziedzinie rehabilitacji.
Wraz z Pawłem Nastulą i Antonim Zajkowskim był współzałożycielem Nastula Fitness Club w Warszawie. Był też organizatorem Międzynarodowego Turnieju Warszawskiego klasy A (obecnie Puchar Świata w Judo).
Ostatnio trenował grupę na Politechnice Warszawskiej. Prowadził również klub "Akademia Judo".